# Сигнали (щомісячник)

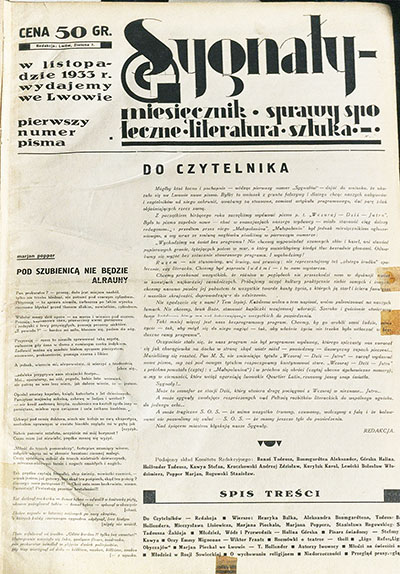
Перший номер «Сигналів», листопад 1933 року.

«Сигнали» (пол. Sygnały) — незалежний лівий суспільно-політичний часопис, що виходив польською мовою у Львові в 1933-39 роках. Назву журналу було взято з однойменної драми 1933 року Еви Шельбурґ-Зарембіни, що була гострою критикою капіталістичного ладу. 
Головним редактором був Кароль Курилюк. До редакційної колегії належали Тадеуш Банась, Александер Баумґардтен, Станіслав Блуменфельд, Галіна Ґурська, Тадеуш Голлендер, Анна Ковальська, Стефан Кавин, Анджей Кручковський, Болеслав Левицький, Мар'ян Промінський та Станіслав Роґовський.
У першому номері редакція декларувала: «Виходимо у світ без програми! Не хочемо висловлювати гучних слів і гасел, ані проводити паперові межі, що згодом перетворюються в мур, об який муситимемо битися головами. (...) Разом ми не є ані лівими, ані правими. Не представляємо також золотої середини суспільства чи літератури. Хочемо бути просто людьми і того нам вистачить».